# Adiel Paananen
Adiel Paananen est un ancien fondeur finlandais né le 3 janvier 1897 et mort le 25 juillet 1968.

## Championnats du monde
- Championnats du monde de ski nordique 1930 à Oslo 
  -  Médaille de bronze sur 50 km.